# Scary Movie V
Scary Movie V (titolo rappresentato graficamente come Scary MoVie) è un film del 2013 diretto da Malcolm D. Lee.
Si tratta del quinto episodio della serie omonima. È il primo film della serie a non vedere più come protagonista Anna Faris, che è stata sostituita dall'attrice e cantante Ashley Tisdale. In soli tre giorni di uscita in Italia, il film supera i 900.000 euro di incasso, superando Attacco al potere - Olympus Has Fallen, per incassare più di 1,5 milioni di euro. Il 20 agosto 2013 esce il film in DVD in America. Nel 2013 è stato candidato nella categoria Best Movie degli MTV Awards, arrivando al secondo posto come miglior film del 2013. Nello stesso anno, il film è stato selezionato anche per i Razzie Awards, riuscendo ad ottenere ben tre nomination, rispettivamente nelle categorie di peggior attrice non protagonista per Lindsay Lohan, di peggior coppia per la Lohan e Charlie Sheen e di peggior remake o sequel per il quinto capitolo della saga di Scary Movie.

## Trama
Mentre stanno camminando nel bosco, due ragazzi trovano, in una capanna di legno, i 3 bambini scomparsi pochi giorni prima, dopo che una forza oscura ha ucciso i loro genitori (Charlie Sheen e Lindsay Lohan). Vengono subito contattati Jody, una rock star, e il compagno Dan (zio delle tre bambine), che vengono incaricati di trasferirsi in una nuova casa sorvegliata da telecamere per accudire le bimbe (che stando nel bosco si sono inselvatichite) insieme alla loro domestica Maria. Subito dopo dell'arrivo in casa delle bambine, di notte cominciano ad accadere strani eventi; come se non bastasse, le bimbe cominciano a parlare di "Madre" e di che cosa si diverta a fare. Jody decide, dopo essere entrata nel sogno di una delle bambine grazie ad un apparecchio di un estrattore di sogni chiamato Dom Kolb, di cercare con l'amica Kendra il "Libro del male", situato nella casetta dove erano state rinvenute le bambine, per poter ritrasformare "Madre" in umana; alla fine, sul bordo di un dirupo roccioso, non trovando la formula, colpisce Madre con il libro, facendola cadere in uno yacht con squali affamati.
In una scena dopo i titoli di coda si scopre che il film era tutto un sogno di Charlie Sheen estratto da Don Kolb, che gli dice che presto arriverà Lohan. Quest'ultima improvvisamente sfonda il muro con una macchina e investe erroneamente Sheen, e dopo essersene accorta scarica la colpa su Kolb dandogli le chiavi dell'auto.

## Film parodiati
- La madre - parodia principale
- Paranormal Activity 2 - altra parodia principale
- Il cigno nero - le scene riguardanti il balletto
- L'alba del pianeta delle scimmie - l'accrescimento d'intelligenza della scimmia Cesare, l'assedio delle scimmie sul ponte
- La casa (remake) - quando Jody e Kendra vanno nella casa nel bosco e recitano le parole del Libro della Morte
- Inception - quando Jody e l'estrattore di sogni cercano di entrare nella mente di Katy
- Sinister - quando Dan vede uscire la bambola parlante dalla scatola
- Ted - solo nella versione unrated in DVD.[1]
- Quella casa nel bosco - la scena iniziale in cui i due sballati nel bosco trovano la casa
- Non aprite quella porta - quando Jody, entrando nella cameretta di Katy, vede la porta
- Cinquanta sfumature di grigio - la scena dei sogni di Jody.
- The Help - la torta, l'hot dog e la banana di Maria, tutti fatti di escrementi
- Insidious - quando il medium indossa la maschera anti-gas per comunicare con le presenze
- Amityville Horror - quando si presenta a casa la sexy babysitter, scelta per badare ai bambini al posto di Maria.
- Stuart Little - la scena del bosco con la piccola macchinina radiocomandata rossa
- Project X - Una festa che spacca - la scena degli aspirapolveri che fanno festa in piscina
- Body Bags - Corpi estranei - i capelli di Madre che attaccano Dan sono una parodia dell'episodio "Hair"
- Il mai nato - quando Jody è in videochiamata con Kendra e ad un certo punto fuori dalla finestra vede una figura scura.

## Distribuzione
Il film è stato distribuito in Italia a partire da giovedì 18 aprile 2013, mentre negli Stati Uniti d'America a partire dal 12 aprile 2013.

## Promozione
Il 22 dicembre 2012 è stato diffuso online il primo trailer in lingua inglese del film, a cui il 20 febbraio 2013 è seguito il trailer in lingua italiana.

## Accoglienza

### Incassi
Con un budget di 20 000 000 di $, in America la pellicola ha guadagnato nel primo weekend di programmazione solo 15.153.000 dollari, pari a poco più di 11 milioni e mezzo di euro. Anche le critiche sono state fortemente negative, nonostante la sceneggiatura di David Zucker. In Italia invece si è classificato al 1º posto tra le classifiche del primo week-end. Dal 18 al 21 aprile (giovedì, venerdì, sabato e domenica) la pellicola ha incassato 1 502 289 di euro nelle circa 400 sale in cui era stato proiettato.
La pellicola ha incassato più di 78 378 744 di $ in tutto il mondo.